# Abou Saïd (Timourides)
Pour les articles homonymes, voir Abu Saïd et Mirza.
Abou Saïd Mirza, né en 1424 à Samarcande et mort le 8 février 1469 à Hérat, est le neveu de Khalil Sultan, arrière-petit-fils de Tamerlan et grand émir timouride de 1452 à 1469.

## Biographie
Abou Saïd est le deuxième fils de Muhammad Mirza, lui-même fils de Miran Shah, fils de Tamerlan.
Il fut dominé par les religieux et, sous son règne, la vie culturelle s'étiola à Samarcande pour se concentrer à Hérat, ville où elle devait s'épanouir grâce à son successeur Husayn Bayqara (règne 1469-1506).
Le Timouride estime qu'il peut mettre à profit la lutte entre les deux clans turcomans rivaux pour récupérer l'Iran occidental. Il déclare donc la guerre aux Aq Qoyunlu, vainqueurs en 1467 des Qara Qoyunlu. Il traverse l'Irak Adjemî, entre en Azerbaïdjan et marche sur le Karabagh, à la poursuite d'Uzun Hasan. Les Turcomans s'étant dérobés, il décide d'hiverner au Karabagh mais sa retraite vers l'Araxe est désastreuse. Bloqué par Uzun Hasan, il cherche à fuir mais il est capturé le 2 février 1469 et exécuté six jours après.